# NHKホール
NHKホール（英語: NHK Hall）は、東京都渋谷区に位置する多目的ホール。建築設計は日建設計である。1972年（昭和47年）11月に完成し、1973年（昭和48年）6月20日に運用開始（テレビの公開録画では、それ以前からすでに使用開始）した。現在のものは2代目で、初代NHKホールはNHK東京放送会館内に存在していた。日本放送協会（NHK）の関連法人である一般財団法人NHK財団が運営を行っている。
NHK交響楽団（N響）の本拠地となっているホールでもある。

## 概要
東京都渋谷区神南のNHK放送センター内に所在し、NHKの公開放送番組の収録や生放送をはじめ、NHK交響楽団の定期演奏会、その他クラシック、オペラ、バレエ、ポップスなど各種コンサート、古典芸能の上演、講演会、国際会議、各種式典等に幅広く使用されている。
3,500人以上収容できるホールでありながら、ステージと客席との距離が近くに感じることができるのが特徴である。また、緞帳は上下左右とも開閉可能な絞り緞帳（オペラカーテン）と、重厚な金属緞帳の2種類が備え付けられている。
客席の上手側壁にカール・シュッケ社製のパイプオルガンが設置されている。パイプ数7,640本、ストップ数92で、完成当時は日本最大のパイプオルガンであった。
多目的ホールであるため、クラシックの演奏には音響上不利であるとされ、東京にクラシック音楽向けのホールが多く整備された現在では、NHK交響楽団の演奏会のほか、オペラの「引越し公演」で利用されることが多い。
また、ステージ袖から放送センターの館内に直結している。
なお、内幸町に放送拠点を置いていた1973年（昭和48年）以前には、NHK東京放送会館に隣接して「NHKホール」（1955年完成）が存在した。クラシック音楽番組『立体音楽堂』や『歌のグランド・ショー』などの生放送に使われたが、客席数が660席で現ホールの客席数の2割にも満たない小規模ホールだった。その為、『NHK紅白歌合戦』の会場に使うには手狭だった事から、内幸町にほど近い有楽町の東京宝塚劇場などから放送していた。
2000年代以降では、NHKで多発した不祥事に端を発し、NHK受信料の支払い拒否が増加していたことから、2005年度以降は一部番組において、受信料を払っている視聴者に限定した番組観覧募集も行われるようになった（申し込みには契約者番号提示を要する。例：『NHK歌謡コンサート』、『BS永遠の音楽大全集』、『NHK紅白歌合戦』など）。
NHKホールと同じくNHKが所有するホール施設として、NHK大阪ホール（NHK大阪放送会館に併設、2001年にオープンした。NHKプラネット近畿総支社が運営）がある。
2007年（平成19年）からは「携帯電話の着信音等による収録妨害」に対応するため、携帯電話に対して、ジャミング（通信機能抑止装置）を稼働させており、NHKホールの客席においては、携帯電話・スマートフォンの電話や電子メールなどの通信機器での通信は一切不可能である。
2019年4月9日、耐震工事実施のため2021年3月から2022年6月までの予定で長期休館することを発表した。期間内の2021年大晦日に放送された「第72回NHK紅白歌合戦」は東京国際フォーラムを会場としたほか、「おかあさんといっしょファミリーコンサート」、「ワンワンわんだーらんど」など当ホールを使用する公開収録番組、並びにN響定期公演についても別会場で行う予定であることが公表されている。

## データ
- 名称：NHKホール
- 建築面積：6,900m2 地上6階、地下2階
- 総座席数：3,601席（1階1,091席、2階1,335席、3階1,175席）
- 建物の階数と客席の階数表示は同じではない。
- 舞台：スライディングステージ1基、小迫り3基
- パイプオルガン：パイプ=7,640本、ストップ=92 （ベルリン、カール・シュッケ社製）
- 残響時間：1.6秒（満席時）

## 略史
旧NHKホール（内幸町）時代（1955年 - 1973年）
- 1955年 - 東京都千代田区内幸町のNHK東京放送会館隣（現・日比谷シティ）にNHKホール（旧）完成。
- 1955年3月22日 - 山田耕筰とニクラウス・エッシュバッハーの指揮による「NHK放送開始30周年記念NHK交響楽団特別演奏会」[4]。
- 1973年7月25日 - 小林仁のピアノ、岩城宏之の指揮、NHK交響楽団による「旧NHKさよならコンサート」[4]。

現NHKホールの歴史（1973年 - ）
- 1972年 - 渋谷区神南に移転したNHK放送センター隣に現在のNHKホールが完成。
- 1973年6月20日 - 新生NHKホールが開館[5]。杮落とし公演はイジー・ラインベルガー（チェコ語版）オルガン演奏会。
- 1973年6月23日 - イジー・ラインベルガーのオルガン、ヴォルフガング・サヴァリッシュの指揮、NHK交響楽団による新NHKホール落成記念公演「N響オルガンの夕べ」[4]。
- 1973年6月27日 - NHK交響楽団によるNHKホール落成記念公演「N響第九の夕べ」（ヴォルフガング・サヴァリッシュ指揮で第九）[4]。
- 1973年12月31日 - NHKホールで初めての紅白歌合戦生放送。
- 1974年8月 - NHKホール見学公開を開始。
- 1975年4月5日 - 日本初の引退興行、ザ・ピーナッツ さよなら公演（高橋圭三司会）
- 1989年 - 座席を現行のデザインとほぼ同じのものに取り換える。2008年まで使われた。
- 1990年 - 常時使用可能なハイビジョン設備(アナログハイビジョン)導入。これ以降NHKホールを使用する番組のハイビジョン試験放送での放送が順次実施された。
- 1992年5月9日 - NHKホールの入場者が1500万人を突破。
- 1993年 - 開館20周年記念公演、特別番組
- 2002年2月6日 - NHKホールの入場者が2000万人を突破。
- 2008年9月12日 - 老朽化対策及び安全対策工事完了。エントランス及び外壁の補修、照明・吊り装置等舞台制作設備の更新、客席椅子全交換を含む観客サービスの向上化が図られる。これにより1階オーケストラピット席と3階席の席幅が1,2階席と同等となり、客席数が3,742席から3,601席となる。
- 2021年3月から翌2022年6月にかけて、耐震補強と設備更新などの工事を行うため休館し、2021年12月の第72回紅白歌合戦は、東京・丸の内の東京国際フォーラムで開催[6]。紅白歌合戦がNHKホール以外で行われるのは1972年の東京宝塚劇場以来49年ぶり[6]。
- 2022年7月 - 工事完了に伴い再開館し、同月4日収録のザ少年倶楽部公開収録で番組収録が、5日放送のうたコンの生放送で生番組での使用が再開された。

## 収録番組
歌謡曲・ポップス
- NHK紅白歌合戦（総合、ラジオ第1 1973年（第24回）から毎年12月31日 ※生放送、2021年を除く）
- うたコン（総合、原則毎月第4週を除く火曜日 ※生放送）
- NHK MUSIC EXPO
- JOYNT POPS（BS・BSプレミアム4K）
- ライブ・エール（総合）
- NHKのど自慢チャンピオン大会（総合、ラジオ第1／毎年3月）
- 新・BS日本のうた（BS・BSプレミアム4K、毎年二回開催）

クラシック・オペラ・室内楽
- N響定演A・Cプロ・第九演奏会（NHK-FMでは生放送。BSプレミアム4K・BS8K、Eテレでも一部の定演が録画放送される）
- NHK音楽祭（NHK-FM、BSプレミアム4K・BS8K）
- NHKニューイヤーオペラコンサート（Eテレ）
- NHKバレエの饗宴

コンクール・コンテスト
- NHK全国学校音楽コンクール （Eテレ、全国コンクール）
- NHK杯全国高校放送コンテスト

その他
- おかあさんといっしょファミリーコンサート（1985年・1987年～現在 春秋の年2回で開催）
- いないいないばあっ!ワンワンわんだーらんど（2016年～現在 夏に年1回開催）
- NHK全国短歌・俳句大会（NHK学園主催）
- NHK古典芸能鑑賞会
- 地域伝統芸能まつり
- 日本農業賞（JA全中と共催）

## 観覧方法
基本的にWeb応募。抽選で当選者を決め、当選者には入場整理券、落選者にも落選通知が届く。原則、NHK受信料支払者に限定して観覧者募集を実施している。新型コロナ流行以前は往復はがきで応募が原則だった。一部番組ではNHKネットクラブでの限定応募があった。

## 過去に収録された番組・イベントなど
- NHKホールのあゆみを参照。

## ギャラリー

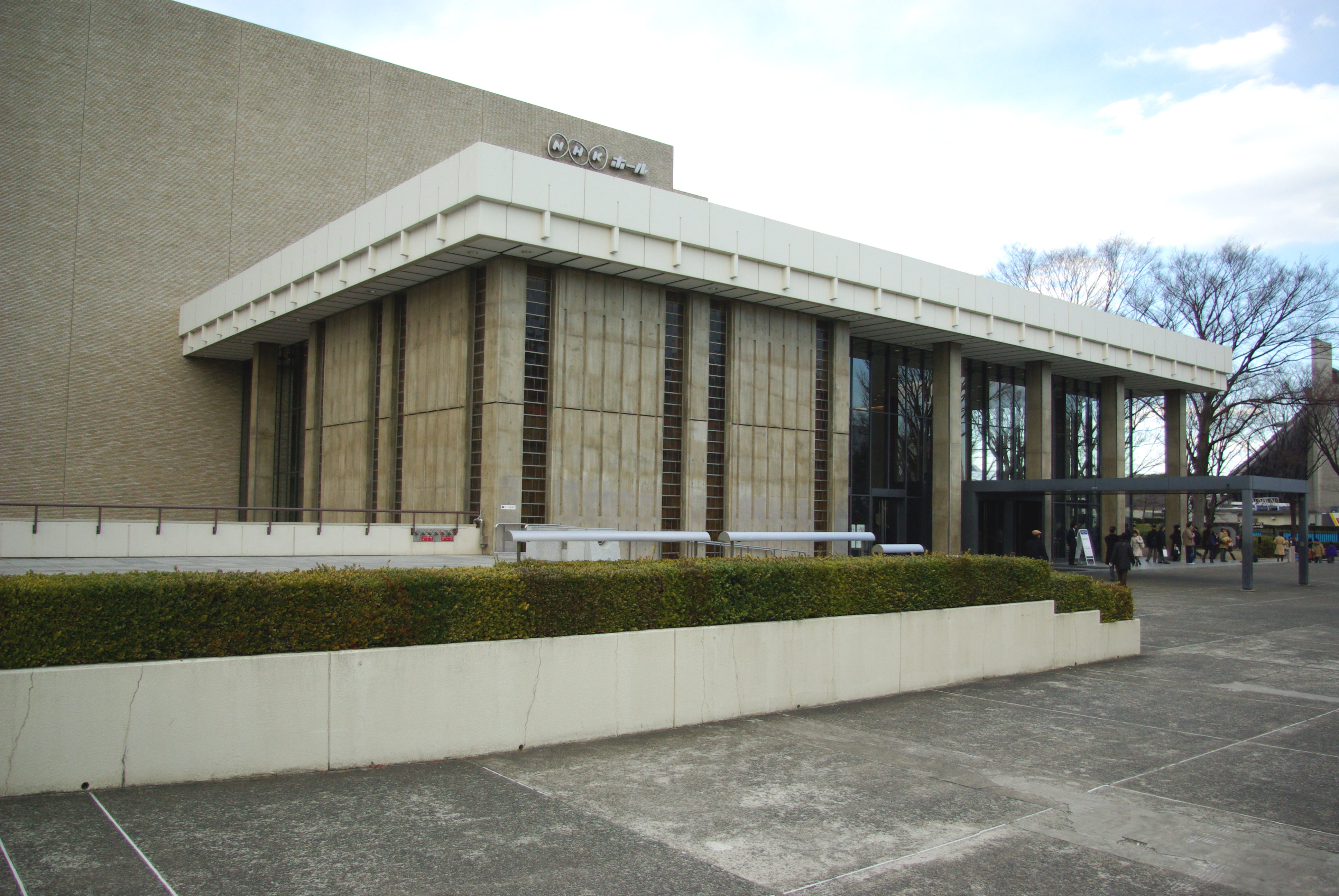
NHKホール入口
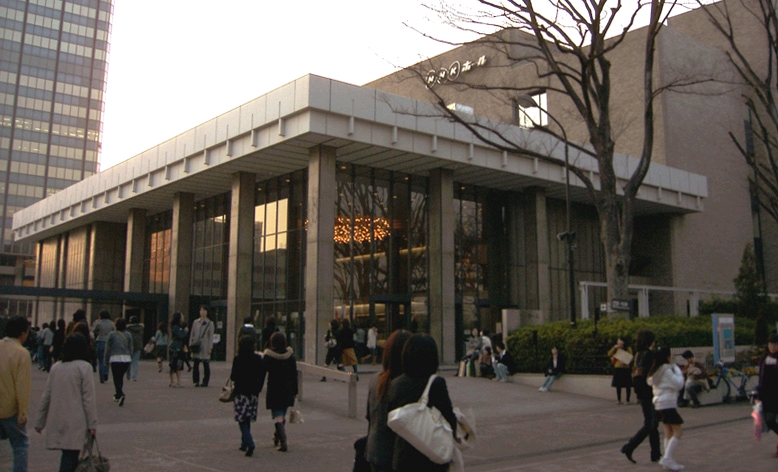
NHKホール正面玄関
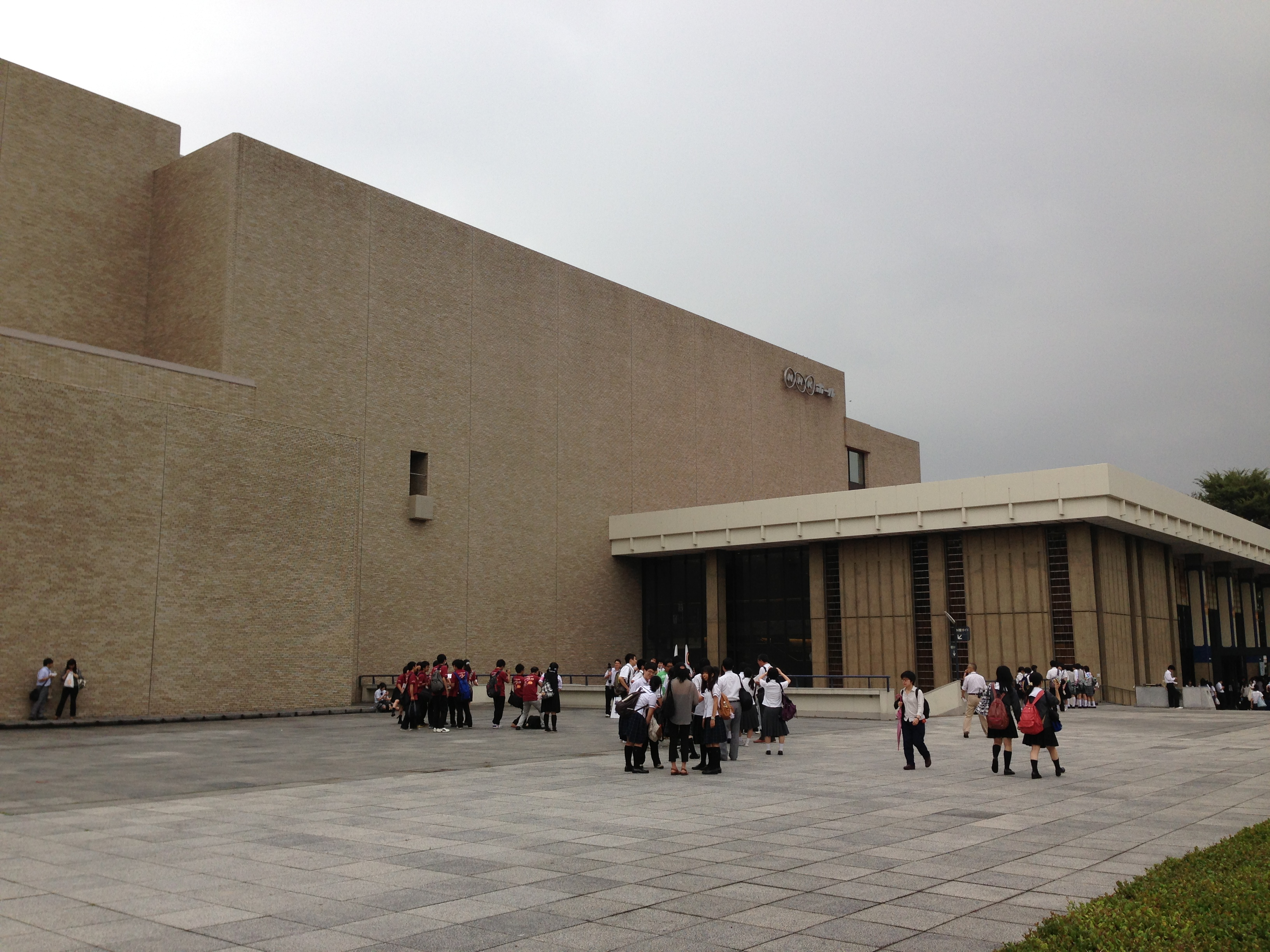
NHK杯全国高校放送コンテスト決勝開催時のNHKホール

## NHKホール周辺にある施設
- 日本放送協会
  - NHK放送センター
- LINE CUBE SHIBUYA - NHK放送センターに隣接する公開ホール施設
- 渋谷区役所
- 代々木公園
- 国立代々木競技場
- 渋谷東武ホテル